# Robin Backhaus
Robin James Backhaus (Lincoln, 12 febbraio 1955) è un ex nuotatore statunitense.

## Carriera
Fortemente specializzato nella farfalla e nello stile libero, annovera nel proprio palmarès una medaglia di bronzo ai Giochi Olimpici e due medaglie d'oro conquistate ai campionati mondiali.

## Palmarès
- Giochi olimpici estivi

Montreal 1972: bronzo nei 200m farfalla.
- Mondiali

Belgrado 1973: oro nei 200m farfalla, nella staffetta 4x200m stile libero e bronzo nei 100m farfalla.